# Steinenkamp
Steinenkamp ist ein Ortsteil im Stadtteil Paffrath von Bergisch Gladbach. 

## Geschichte
Der Name Steinenkamp lehnt sich an die alte Gewannenbezeichnung Auf’m Steinenkämpchen an, die das Urkataster im Bereich der heutigen Straße verzeichnet.

## Etymologie
Der Flurname verwies auf die minderwertige Qualität der Ackerfläche. Sie war wenig ergiebig und wegen der vielen Steine schwer zu bearbeiten.